# Mt. Pleasant
Mt. Pleasant es una localidad de Trinidad y Tobago, que forma parte de la parroquia de St. Patrick.

## Geografía
La localidad abarca parte de la isla de Tobago y limita al norte con Old Grange-Sou Sou Lands, al sur con Lowlands, al este con Carnbee-All Field Trace y al oeste con Canaan.

## Demografía
Datos demográficos de la localidad de Mt. Pleasant:
| Gráfica de evolución demográfica de Mt. Pleasant entre 2000 y 2011 |
|                                                                    |